# لوید مک‌گوایر
لوید مک‌گوایر (انگلیسی: Lloyd McGuire) یک هنرپیشه است.
وی بازیگر فیلم‌هایی همچون پوآرو، مایک باست: مدیر تیم ملی انگلستان، جام جهانی: روایت یک کاپیتان و بیل بوده‌است.